# Tiziana Foschi
Tiziana Foschi (Roma, 15 febbraio 1964) è un'attrice, comica e regista teatrale italiana. Ha fondato con Roberto Ciufoli, Francesca Draghetti e Pino Insegno la Premiata Ditta nel 1986.

## Biografia
Formatasi presso l'Accademia "La Scaletta" di Giovanni Diotajuti e Tonino Pierfederici, debutta a teatro con Carlo Croccolo nel 1986 con O Capitan c'è un uomo in mezzo al mar di Barbara Alberti. Nello stesso anno ha fondato con Roberto Ciufoli, Francesca Draghetti e Pino Insegno la Premiata Ditta, quartetto comico che per più di vent'anni ha occupato spazi televisivi importanti come le prime serate di Rai 2 e delle reti Mediaset. Hanno collaborato con volti molto noti della tv come Raffaella Carrà, Lorella Cuccarini, Gianni Boncompagni, Paolo Bonolis, Giancarlo Magalli e Fabio Fazio. Non ha mai trascurato il teatro, sia con la stessa Premiata Ditta che più tardi con altri attori come Massimo Giuliani, con il quale ha interpretato Uscirò dalla tua vita in taxi nel 2011, o Paolo Triestino e Nicola Pistoia in È ricca, la sposo, l'ammazzo nel 2005 e Festa di compleanno nel 2005.
Nella sua carriera ha spaziato dalla commedia al teatro d'autore con Cinzia Villari e Stefano Benni in Cibami nel 2008, tre monologhi tragicomici dove attraverso il cibo si raccontano le voci della società. Con Rossana Casale inizia una lunga esperienza di teatro concerto. Con questa grande cantante affronta la tematica del jazz (Donne invisibili, 2007), con un racconto tutto al femminile di mogli, amanti, figlie e madri dei jazzisti maledetti degli anni Quaranta e Cinquanta. Prosegue la sua esperienza nel teatro concerto in I bambini morti di mafia e Il sole smarrito nel 2008, diretti dal Maestro Gabriele Bonolis per La Verdi di Milano. Nel 2015 approda alla regia teatrale portando in scena l'attore Marco Falaguasta in Prima di fare l'amore nel 2015, e Non si butta via niente nel 2017, "inventando" assieme a lui, un nuovo genere teatrale: lo stand-up comedy unito alla commedia brillante. È autrice di molte commedie e sceneggiature cinematografiche.

## Filmografia

### Cinema
- Uccelli d'Italia, regia di Ciro Ippolito (1985)
- L'assassino è quello con le scarpe gialle, regia di Filippo Ottoni (1995) – anche soggetto e sceneggiatura
- I miei più cari amici, regia di Alessandro Benvenuti (1998)
- Toilette, regia di Massimo Cappelli – cortometraggio (1999)
- Il sinfamolle, regia di Massimo Cappelli – cortometraggio (2001)
- Una sconfinata giovinezza, regia di Pupi Avati (2010)
- Nobili bugie, regia di Antonio Pisu (2017)
- Il morso del ramarro, regia di Maria Lodovica Marini (2022)
- Prima di andare via, regia di Massimo Cappelli (2023)
- Nina dei lupi, regia di Antonio Pisu (2023)

### Televisione
- 1986 - Pronto, chi gioca? (Rai 1)
- 1987 - Pronto, è la Rai? (Rai 1)
- 1987 - Jeans (Rai 3)
- 1988 - Chi tiriamo in ballo (Rai 2)
- 1988 - Domani sposi (Rai 1)
- 1990 - ... E saranno famosi (Rai 2)
- 1991 - Ciao Weekend (Rai 2)
- 1991 - Ricomincio da due (Rai 2)
- 1993 - Cinema Insieme (Rai 1)
- 1995 - Vita da cani (Rai 2)
- 1995 - I cervelloni (Rai 1)
- 1996 - Buona Domenica (Canale 5)
- 1996/1998 - Campioni di ballo (Rete 4)
- 1997 - Trenta ore per la vita (Reti Mediaset)
- 1998 - A tutta festa! (Canale 5)
- 1999/2002 - Finché c'è ditta c'è speranza (Canale 5)
- 2000 - Premiata Teleditta (Canale 5)
- 2001 - Premiata Teleditta 2 (Canale 5)
- 2002 - Telematti (Italia 1)
- 2003 - Oblivious (Italia 1)
- 2005 - Premiata Teleditta 3 - Non sono repliche (Italia 1)
- 2006 - Premiata Teleditta 4 (Lo strano caso del Dottor Jeckill e Mr Hyde,007,Excalibur, Pulp Fiction e Supereroi) (Italia 1)
- 2006 - Ciufoli tra le stelle, solo con Roberto Ciufoli (Sky Cinema)[1]
- 2007 - Tutto Ditta (Italia 1)

## Teatro

### Con la Premiata Ditta
- Gallina vecchia fa buon Broadway
- Baci da Broadway
- Preferisco ridere 1
- Preferisco ridere 2
- Non solo Bbiutiful
- Preferisco ridere 3
- Sottosopra
- Soap
- Sottosopra 2

### Altro
- 1986 - O Capitan c'è un uomo in mezzo al mar
- 1986 - L'Amleto non si può fare
- 1987 - My fair west
- 1988 - Giulio Cesare è... ma non lo dite a Shakespeare!
- 1992 - Appartamento a parte
- 2001 - Pierino e il loop
- 2002 - Pierino e il lupo
- 2004 - La valigia blu
- 2004 - Ragazze da marito
- 2004 - Lover man
- 2005 - Festa di compleanno
- 2005 - Storie di Garbatella
- 2005 - Due dozzine di rose scarlatte
- 2005 - È ricca, la sposo, l'ammazzo
- 2006 - Hanno sequestrato il Papa
- 2006 - Parole di Note
- 2007 - Donne invisibili
- 2008 - I bambini morti di mafia
- 2008 - La cuoca
- 2008 - Cibami
- 2008 - Il sole smarrito
- 2009 - Diversamente giovani
- 2009 - Assolo di coppia
- 2010 - Ho sposato un colonnello
- 2011 - Uscirò dalla tua vita in taxi
- 2012 - Momento di follia
- 2013 - Appunti dal corpo
- 2014 - Lettere di oppio
- 2014 - Ti amo o qualcosa del genere
- 2015 - Delirio a tre
- 2018 - Pesce d'Aprile

## Regie teatrali
- 2015 - Prima di rifare l'amore (con Marco Falaguasta)
- 2016 - Delirio a tre (con Antonio Pisu e Piji)
- 2017 - Non si butta via niente (con Marco Falaguasta)

## Radio
- 2011 - La notte di Radio2 (con Roberto Ciufoli)